# Tubre
Tubre (Taufers im Münstertal in tedesco, Tuer in romancio) è un comune italiano di 953 abitanti della provincia autonoma di Bolzano in Trentino-Alto Adige, in Val Monastero.

## Geografia fisica
Situato all'estremità occidentale della provincia e della regione Trentino-Alto Adige, in Val Monastero o Val Müstair, confina a ovest con la Svizzera, col cantone dei Grigioni. Per arrivare in Svizzera è sufficiente oltrepassare la dogana posta all'uscita del paese.
La Val Monastero appartiene geograficamente alla Val Venosta e ha una lunghezza di circa 25 km. Quasi un terzo della valle si trova in Alto Adige, il resto in Svizzera.
Dal paese sono raggiungibili i gruppi montuosi delle Alpi della Val Müstair, delle Alpi Venoste e delle Alpi dell'Ortles.

## Origini del nome
Il toponimo è attestato come "Tuberis" nell'881 e come "Duberis" nell'888 e deriva o dal latino tubernus ("pinastro") o da un tema preromano *tob- ("burrone").
Altra ipotesi plausibile per il nome di Tubre, che fino al medioevo serviva a designare l'intera valle, sembra riferibile anche alla voce latina tuber ovvero "tubero".

## Storia

### Preistoria
Tubre e la Val Monastero, come tutta l'alta Val Venosta è stata sicuramente raggiunta dall'uomo fin dall'età del rame, e infatti la mummia Ötzi risale al 3.300 a.C., ma le prime tracce di presenza umana in val Monastero risalgono alla tarda età del bronzo o all'inizio dell'età del ferro, vedasi la cultura di Hallstatt.
Tuttavia non vi è certezza di insediamenti stabili in epoca pre-romana, ma sicuramente nel primo secolo a.C. erano presenti in zona vari popoli di origine celtica, in particolare i Venosti, che risalivano la valle da Est, e più in generale i popoli retici, i cui territori comprendevano l'alta valle dell'Inn in Engadina, adiacente alla Val Monastero.

### Epoca romana
Dal 15 a.C., con la sconfitta dei Reti a opera di Druso, detto il "Germanico", figliastro dell'imperatore Augusto, ha inizio la colonizzazione romana, i cui effetti sono tuttora riscontrabili nella lingua romancia, di chiara origine latina, che caratterizza i nomi dei luoghi e costituisce la terza lingua ufficiale del confinante Cantone dei Grigioni nella Confederazione Elvetica.
Sotto l'imperatore Claudio viene completata la Via Claudia Augusta che collega, attraverso il passo di Resia, la Pianura Padana con Augusta (Augusta Vindelicum o "Vindelicorum", odierna Augusta in Baviera), capitale della Rezia romana.

### Alto Medio Evo
Gli Alemanni si stanziano nella zona, ma vengono ben presto sopraffatti dai Franchi nella battaglia di Tolbiaco/Zülpich, del 496 d.C.
In seguito i Franchi riorganizzano il loro ampio regno: la val Venosta, la valle di Tubre e la bassa Engadina rientrano nei territori affidati al “preside”, in latino medioevale praeses di Coira, che deve obbedienza al duca degli Alemanni.
Per motivi di ordine pratico, dal 536 le terre vengono suddivise e amministrate da conti vassalli dello stesso preside; nel tempo, però, questa carica viene a coincidere di fatto con la figura del vescovo di Coira, che fino all'inizio del IX secolo avrà ampio potere temporale.
Bavari e Longobardi, che già dal 570 avevano invaso rispettivamente la valle dell'Isarco (diocesi di Sabiona) e il Trentino, arrivano a scontrarsi nella zona di Merano.
La val Venosta viene conquistata da Tassilone III di Baviera. Sotto il regno di Carlo Magno (768-814) i Franchi sottomettono entrambi i contendenti e occupano tutta la regione.
Tra il 775 e l'800, e la data non è certa, viene fondato il monastero benedettino di San Giovanni (Monasterium Tuberis), nell'attuale comune svizzero di Müstair (Monastero in italiano, Münster in tedesco), e i nomi dei primi monaci risultano per circa 2/3 latini e per 1/3 germanici.
La tradizione popolare attribuisce la fondazione allo stesso Carlo Magno, di ritorno dall'incoronazione imperiale a Roma nel Natale dell'800, e all'opera avrebbe contribuito anche Remedio, principe-vescovo di Coira ed amico di Alcuino, il principale consigliere dell'imperatore.
Carlo Magno decide però di separare il potere spirituale da quello temporale, e alla morte di Remedio nell'anno 806, assegna il feudo della bassa Engadina e della Val Venosta a un "conte laico".
Nello stesso periodo viene eretto a Tubre il primo nucleo del Castel Rotund, a presidio dei confini tra le terre dei Franchi, dei Longobardi e dei Bavari.
La val Monastero fa dunque parte di un ampio feudo assegnato a un conte, ma già dall'881 il monastero, il castello e gran parte delle proprietà terriere, ivi compresi i villaggi di Monastero e Tubre, tornano ad appartenere alla diocesi di Coira e vengono esonerate dalle tasse imperiali.

### Medio Evo
Nel X-XI secolo, la debolezza dei successori di Carlo Magno e la suddivisione dell'impero portano a una crescente autonomia dei feudatari, fino a quando questi ottengono che il loro titolo divenga ereditario.
L'estinzione della dinastia carolingia favorisce ulteriormente la nascita di ducati quasi indipendenti: il ducato degli Alemanni, è fra le cinque parti del regno dei Franchi orientali, quello che comprende la Rezia curiense, cioè l'attuale Svizzera orientale e la val Venosta.
Il ducato, chiamato in questo periodo Svevia, si trova al centro di aspre contese tra i grandi nobili locali.
La contea della bassa Engadina e della Val Venosta, che con la Rezia superiore e la Rezia inferiore forma la Rezia curiense, diviene ereditaria nel 930, sotto il conte Bertoldo, il quale deve però subire l'influenza politica della vicina Baviera e anche un'invasione dei Saraceni, intorno al 940.
Dal 962 l'imperatore Ottone I "il Grande", di stirpe sassone, fondatore di quello che verrà poi detto Sacro Romano Impero della Nazione Germanica, conferisce nuovamente ai vescovi il potere temporale; ciò comporta un crescente contrasto tra papato e impero per la nomina dei vescovi.
Nella seconda metà dell'XI secolo, con papa Gregorio VII ed Enrico IV, salico, di stirpe burgunda, si arriva alla fase più acuta della lotta per le investiture.
I loro successori riescono invece a trovare maggiore accordo, e nel 1122 il concordato di Worms sancirà alcune regole per conciliare le diverse esigenze in merito alle investiture ecclesiastiche e agli incarichi temporali.
Di fatto il potere viene però amministrato con crescente autonomia locale dai vassalli minori, che tornano anche a esercitare un diritto ereditario sui feudi avuti in custodia dal vescovo.
Hanno dunque origine in questo periodo le principali dinastie nobiliari che si contenderanno la val Venosta nei secoli successivi, anche approfittando della sua posizione incerta fra Svevia, Baviera, Austria e Italia e fra le rispettive diocesi di Coira, Augusta, Salisburgo e Trento, con in più l'antica diocesi di Bressanone.
Tra l'altro, in corrispondenza all'espansione delle famiglie nobili, ricominciano a essere usati i cognomi, decaduti già nel tardo impero romano e nasce l'araldica.
Nel 957 viene eretta la torre di difesa del monastero di Tubre, che insieme al castel Rotund, è tra i primi edifici militari medievali nell'intera regione.
Nel XII-XIII secolo Tubre si sviluppa e si distingue dal villaggio di Monastero, e viene edificata la chiesa parrocchiale di San Biagio di Sebaste, e si afferma la signoria della famiglia de Rotundo (o de Rotunde, o von Rotund), che erano inizialmente vassalli dei signori di Tarasp (feudatari in Engadina, provenienti dalla Lombardia), poi del vescovo di Coira; la loro dinastia si estinguerà verso il 1298.
Tra il 1130 e il 1150 il monastero di San Giovanni a Tubre viene trasformato in monastero femminile.
Entro il 1170 anche i temuti cavalieri di Reichenberg divengono vassalli del vescovo e ottengono i castelli di Tarasp e di Reichenberg, il quale ultimo si trova a Tubre, poco sotto il castel Rotund.
Nel 1211 il conte del Tirolo, Alberto III, esponente della fazione ghibellina, prende posizione contro il potere dei vescovi e dei guelfi, e nel 1228 chiede all'imperatore di poter esercitare vari diritti feudali anche sui sudditi del vescovo (Gotteshausleute) in val Monastero.
La contesa sembra risolversi dopo il 1251, quando il vescovo Enrico assegna spontaneamente tutti i benefici del feudo ad Adelaide, figlia ed erede di Alberto III, ma anche moglie di Mainardo III di Gorizia, che nel 1253 assumerà il nome di Mainardo I di Tirolo-Gorizia.
Tra il 1239 e il 1310, anche in corrispondenza a temporanee difficoltà economiche dei Reichenberg, i loro castelli passano alla famiglia Matsch (o dei Venosta di Mazia), che possiede vari feudi in Valtellina ed in Val d'Adige.
In tale periodo, l'edificio adiacente alla chiesa di San Giovanni a Tubre diviene un ospizio dei Giovanniti, destinato ai viandanti che attraversavano i passi alpini del circondario.
Nel 1270 il vescovo istituisce come proprio luogotenente (Statthalter) a Monastero (Obcalven), a Malles (Untercalven) e a Coldrano (Unterscala) il capitano del nuovo Castel del Principe di Burgusio (Schlosshauptmann der Fürstenburg), per l'amministrazione della giustizia sui suoi sudditi della val Monastero e in val Venosta, in concorrenza con i tribunali tirolesi di Nauders, Glorenza-Malles e Silandro.
Nel 1310 la famiglia Reichenberg acquista il castel Rotund dal vescovo di Coira, e nel 1330 ottiene il permesso d'istituire un proprio dazio sulla strada.
In questo periodo viene costruita anche la torre più bassa del castello di Reichenberg, chiamata Helfmirgott (in origine Reichenstein).
Nel XIV secolo il comune di Tubre si dà una forma stabile, con un borgomastro eletto che tiene un registro (ted. Dorfbuch), forse scritto in latino o in romancio fino al 1568, poi certamente in tedesco.
La più antica chiesa di Tubre, collocata sopra i prati della Calva, era dedicata a san Valentino e non si hanno dettagliate notizie in quanto distrutta dai Grigioni nel 1499.
Tuttavia, già nel 1521 venne eretta la nuova chiesa di San Valentino a Rivaira, a circa 300 metri dalla precedente.

### Età moderna
Nel XX secolo, già all'inizio del Novecento i castelli di Tubre, ormai inutili, vanno in rovina e nel 1910 crolla la torre Helfmirgott.
Allo scoppio della prima guerra mondiale, nel 1914, la valle si trova lontana dal fronte austriaco, ma la situazione si ribalta nel 1915 con l'entrata in guerra dell'Italia contro gli imperi centrali.
Gli abitanti della valle vengono impiegati sul fronte dell'Ortles, dove le posizioni sono statiche fino al 1918, ma comunque i caduti di Tubre sono 43, oltre a 22 reduci così sconvolti dalla guerra da non riprendersi più.
Poi l'impero austro-ungarico collassa, e l'esercito italiano arriva a Tubre il 6 novembre 1918 senza combattere.
Durante il successivo periodo fascista il paese è amministrato da un podestà delegato e poi da un commissario prefettizio, anche allo scopo di garantire l'italianità del paese, il cui tentativo raggiunge il suo culmine nel 1939, quando, in seguito ad accordi tra Mussolini ed Hitler, viene il tempo delle opzioni in Alto Adige: ai cittadini di lingua tedesca si chiede di integrarsi come italiani o di optare espressamente per la Germania, trasferendovisi.
Oltre il 90% degli abitanti di Tubre opta per emigrare (1085 persone), ma di fatto vengono accompagnate a Innsbruck solo 188 persone, delle quali 82 torneranno dopo la guerra.
Durante la seconda guerra mondiale Tubre si trova nuovamente lontana dal fronte finché dura l'asse Roma-Berlino, ma nel 1943, quando l'Italia firma l'Armistizio di Cassibile, la Germania annette l'Alto Adige e prosegue la guerra fino al 1945, e su oltre 90 coscritti di Tubre, i caduti furono circa 40.
L'accordo De Gasperi-Gruber del 1946, integrato poi nel 1972 con il cosiddetto Pacchetto per l'Alto Adige garantiscono alla provincia autonoma di Bolzano il rispetto delle differenze linguistiche e un'ampia autonomia amministrativa.
Nel 1952 si tengono le prime elezioni democratiche per il consiglio comunale di Tubre: vengono eletti due rappresentanti della Democrazia Cristiana (DC) e 13 della Südtiroler Volkspartei (SVP), che da allora ottiene quasi sempre la maggioranza assoluta dei voti a livello provinciale.
Dal 1971 al 1980 e dal 1995 al 2000 è sindaco di Tubre il dott. Serafin Heinrich Schgör, a cui si deve il merito di aver raccolto e riassunto organicamente i documenti sulla storia di Tubre.

### Simboli
Sono le insegne dei Signori di Reichenberg, vassalli del vescovo di Coira, che vissero nell'omonimo castello dal 1373. Il fusato in banda d'azzurro e argento è simbolo della Baviera. Lo stemma è stato concesso il 30 giugno 1967.

## Monumenti e luoghi d'interesse

### Architetture religiose

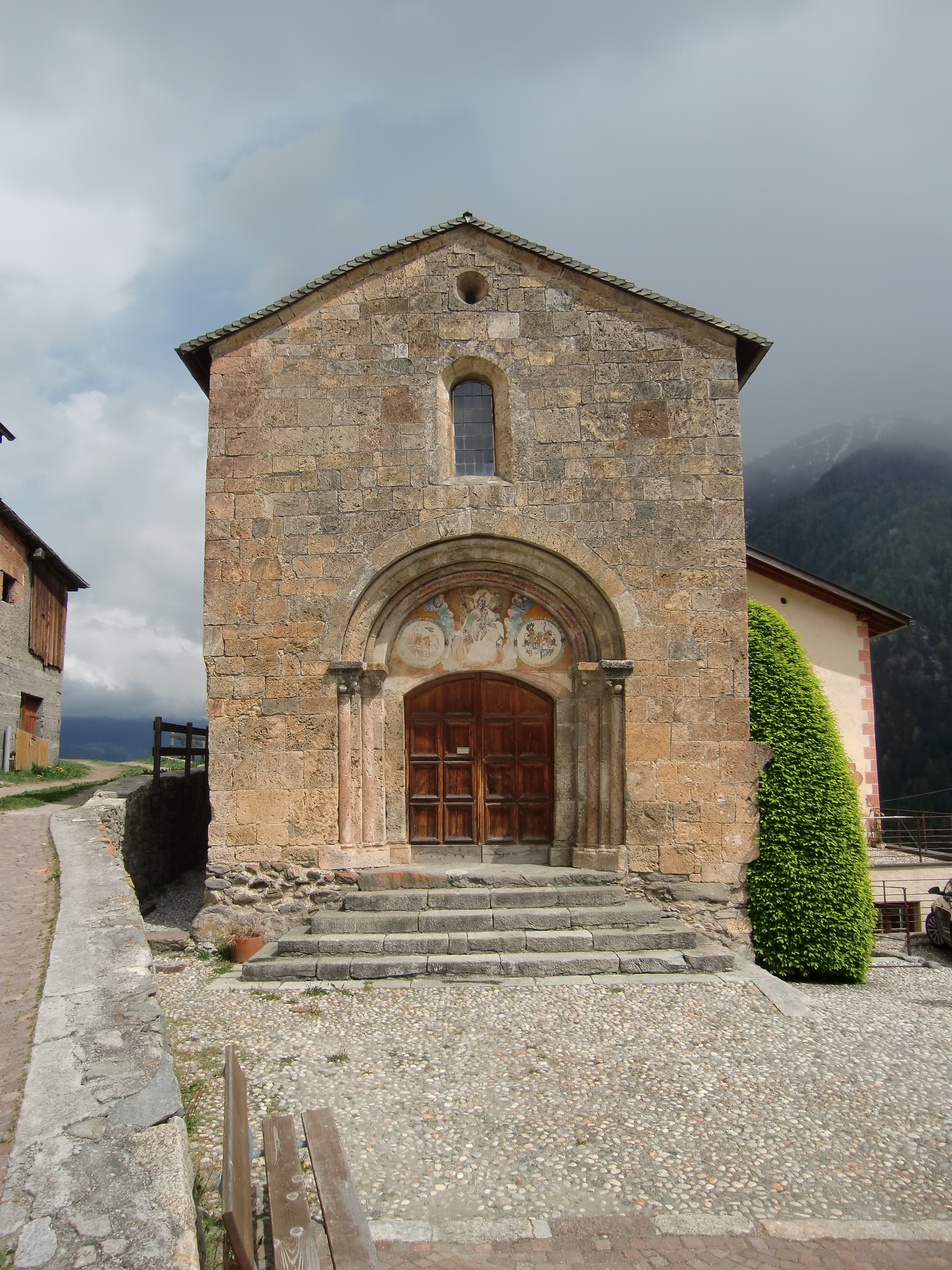
La chiesa di San Giovanni

- Chiesa di San Giovanni (ted. Sankt-Johann-Kirche) con ospizio; situata all'inizio del paese, è una testimonianza di arte romanica. Il fondamento per la costruzione della chiesa con il basamento a forma di croce greca, sono stati alcuni elementi murali esistenti di un ex monastero benedettino menzionato nel IX secolo e distrutto attorno al 1130. Già prima del 1220 la parte principale della chiesa era stata costruita, con pianta a croce greca. Al suo interno conserva affreschi romanici del 1220-1230 e gotici del 1383. Sull'avancorpo occidentale si trova una facciata di conci e una larga porta con tre arcate a sesto ribassato. La parte centrale del complesso è accessibile tramite un portico costruito su due piani. Dal 1300 il portico superiore fungeva da dormitorio e quello inferiore da soggiorno ai pellegrini dell'ospizio diretto dall'Ordine Gerosolimitano. Anche la sagrestia e le abitazioni facevano parte dell'ospizio, e conservano uno straordinario ciclo di affreschi. L'affresco di San Cristoforo sul lato nord, che è al contempo il più antico ritratto del Santo in Tirolo, ha dato il nome a questa cappella. Non è solamente il ritratto più antico ma anche l'immagine più grande di San Cristoforo in tutto l'arco alpino. Gli affreschi romanici conservati sulla parete sud e sul soffitto a volta illustrano il battesimo di Gesù, Mosè come legislatore, Cristo tra Maria e Giovanni. Anche tanti cavalieri, principi, nobili e contadini qui raffigurati sono opera dello stesso artista della Val Venosta. Nell'atrio superiore si trova un ciclo di affreschi gotico della fine del XIV secolo. Nel XVII secolo la chiesa era in possesso dei Conti Hendl e attorno al 1837 l'ex ospizio di San Giovanni è stato acquistato dal comune di Tubre. La chiesa è uno dei monumenti più antichi del comune e una delle migliori testimonianze del passato di Tubre.
- Chiesa di San Biagio. Parrocchiale, la data dell'edificazione non è nota, ma venne citata fin dal 1201. Nel 1660 la chiesa venne demolita e ricostruita. La benedizione della chiesa avvenne nel 1663.
- Cappella di San Michele. Si trova nei pressi del cimitero e dal giugno 2000 ospita il museo parrocchiale. Al suo interno la cappella ospita affreschi del XV secolo, posti sopra all'altare gotico a portelli Inoltre sempre al suo interno si possono visitare alcune sculture in legno che provengono dalle ben otto chiese del paese.

### Architetture militari

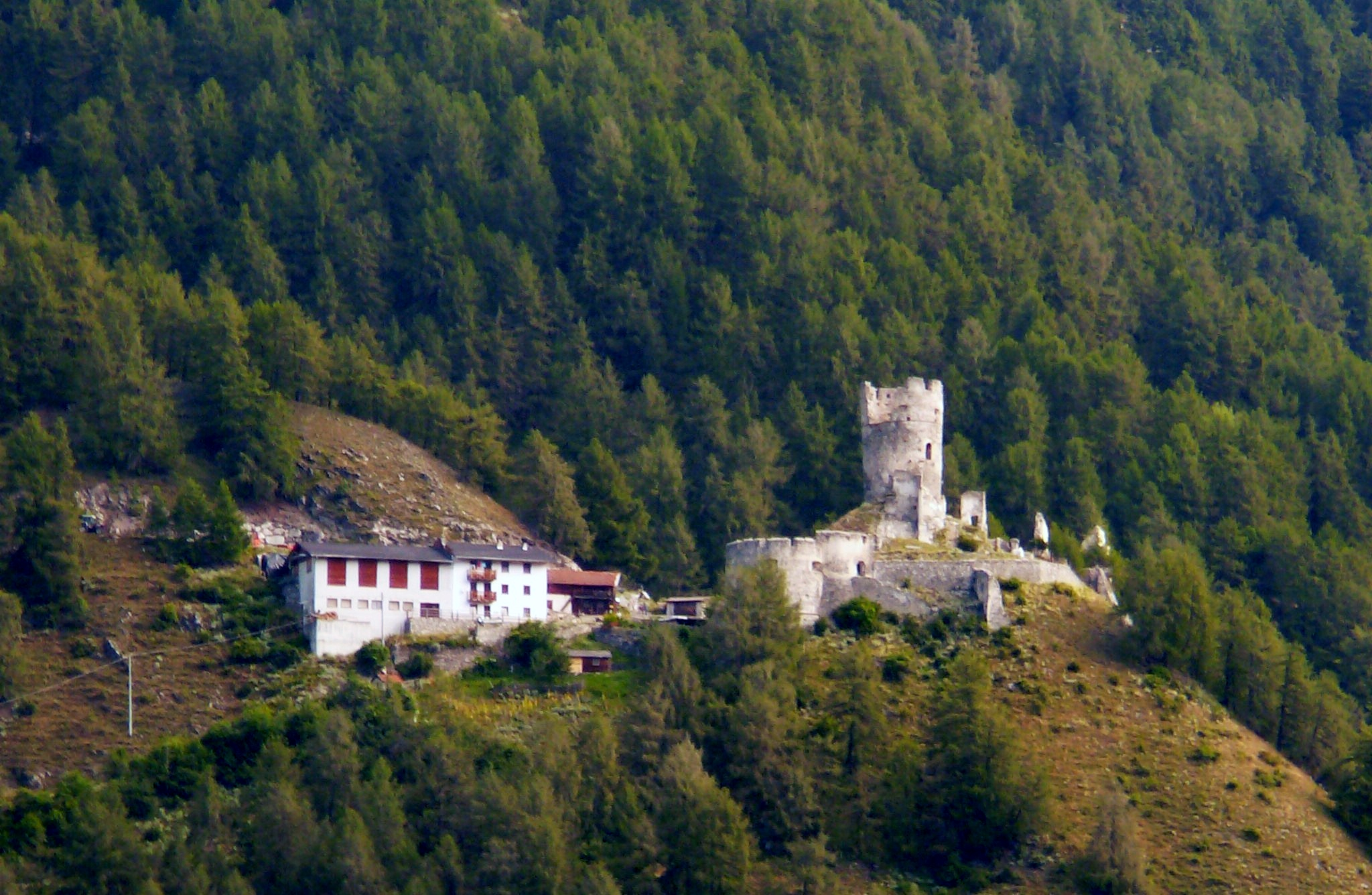
Il castello di Reichenberg sopra a Tubre

#### Rocca Castel Rotund
Il Castel Rotund fu eretto attorno al 900, inizialmente di proprietà dei nobili di Rotund, venne poi ceduto a Heinrich di Reichenberg. Nel seguito passò ai baroni di Schlandersberg e di Hendl, fino all'ultimo proprietario, che ancora oggi ne detiene il possesso, il barone von Heydorf.

#### Castello di Reichenberg
Il castello di Reichenberg fu all'inizio proprietà dei vescovo di Coira, e attorno al XII secolo divenne proprietà dei signori di Reichenberg, che gli diedero questo nome. I signori di Reichenberg spesso imponevano tributi vessatori.

## Società

### Ripartizione linguistica
La sua popolazione è in maggioranza di madrelingua tedesca:
| %      | Ripartizione linguistica (gruppi principali) |
| ------ | -------------------------------------------- |
| 97,68% | madrelingua tedesca                          |
| 2,32%  | madrelingua italiana                         |
| 0,00%  | madrelingua ladina                           |

Fino al XVIII secolo a Tubre si parlava principalmente la lingua romancia, la quale iniziò un progressivo declino a causa delle politiche assimilatrici asburgiche. Il romancio si estinse completamente agli inizi dell'800.

### Evoluzione demografica
Abitanti censiti

## Amministrazione
| Periodo | Periodo   | Primo cittadino         | Partito | Carica  | Note |
| ------- | --------- | ----------------------- | ------- | ------- | ---- |
| 1971    | 1980      | Serafin Heinrich Schgör | SVP     | Sindaco |      |
| 1995    | 2000      | Serafin Heinrich Schgör | SVP     | Sindaco |      |
| 2000    | 2015      | Hermann Bernhard Fliri  | SVP     | Sindaco |      |
| 2015    | in carica | Roselinde Gunsch Koch   | SVP     | Sindaco |      |